# Archives départementales du Finistère
Les archives départementales du Finistère sont un service du conseil départemental du Finistère. Le site principal se situe à Quimper, 5 allée Henri Bourde de la Rogerie ; un site annexe se trouve à Brest, 1 rue Jean Foucher. Ce dernier est fermé au public depuis juillet 2024.

## Historique
Les archives départementales du Finistère, comme celles des autres départements de France, sont créées par la loi du 5 brumaire an V (26 octobre 1796). Cette loi prescrit le dépôt, au chef-lieu de département, des archives jusqu'alors rassemblées dans les chefs-lieux des districts, eux-mêmes supprimés le 5 fructidor an III (22 août 1795). 
En 2013, une contamination des archives par une moisissure (Aspergillus glaucus) est constatée. Un tiers des fonds est touché. La faute viendrait de « prises d’eau » dans le bâtiment et d’une ventilation insuffisante.

## Fonctionnement
Les archives départementales du Finistère assurent le contrôle, la collecte, le classement, la conservation, la communication et la valorisation des archives historiques. 
Elles conservent en 2023 plus de 29 kilomètres linéaires de documents.
Une partie des fonds est conservée sur le site annexe de Brest : 
- sous-série 1 E : Familles (titres féodaux et papiers de familles, Ancien Régime)
- sous-série 151 J (chartrier de Kerouzéré)
- série Y : Établissements pénitentiaires (archives modernes)
- série E-dépôt
- Une partie de la série W

## Directeurs
- 1795-1796 : Pierre-Jean Le Breton
- 1798-1800 : Jean-Baptiste-Laurent Le Breton
- 1801-1803 : Coïc
- 1809-1810 : Aimé-Désiré Calloch de Kerillis
- 1817-1841 : Pierre-Marie Legrand
- 1841-1845 : Aurélien de Courson
- 1845-1851 : Christophe Le Goyat[4]
- 1851-1880 : René-François Le Men (mentionné en 1876)[5]
- 1881-1895 : François-Marie Luzel
- 1895-1897 : Jean Lemoine
- 1897-1912 : Henri Bourde de La Rogerie[6]
- 1912-1941 : Henri Waquet
- 1941-1944 : Louis Rousseau
- 1944-1951 : Henri Waquet
- 1951-1959 : Bernard Jarry
- 1959-1973 : Jacques Charpy[7]
- 1973-2003 : Claude Fagnen[8]
- Depuis 2003 : Bruno Corre[9]

## Archives en ligne
Depuis 2012, les archives départementales du Finistère proposent sur leur site Internet des inventaires des fonds d'archives et des documents numérisés :
- Registres paroissiaux et état civil
- Cadastre
- Recensements de population
- Presse ancienne
- Matricules militaires
- Documents iconographiques
- Cahiers de doléances

En décembre 2023, la direction des archives annonce avoir achevé la mise en ligne de l'état civil numérisé (jusqu'en 1936).

## Pour approfondir